# Телеген, Лу
Лу Теллеген (при рождении Исидор Луи Бернард Эдмон ван Доммелен; 26 ноября 1881, Синт-Уденроде, Северный Брабант — 29 октября 1934, Голливуд, Калифорния) — голландский актёр немого кино и театра, режиссёр и сценарист.

## Биография
Теллеген был незаконнорожденным ребёнком лейтенанта западно-индийской армии Исидора Луи Бернарда Эдмона Теллегена (1836—1902) и его партнёрши Анны Марии ван Доммелен (1844—1917), вдовы. Когда Лу было около 5 лет, он дебютировал на театральной сцене под руководством матери, которая была танцовщицей.
Он стал выступать в театрах Амстердама в 1903 году и в течение следующих нескольких лет завоевал достойную актёрскую репутацию. Лу отправился в Париж, где брался за любую работу. В разное время он был учеником пекаря, воздушным гимнастом, боксёром и извозчиком. Однажды он познакомился со скульптором Огюстом Роденом, пригласившим голландца позировать для «Вечной весны». В 1910 году Луи был принят в труппу Сары Бернар, которая проявила к молодому человеку не только профессиональные, но и романтические чувства. В то время ей было почти 70, ему же не было и 30. Впервые на сцене в Чикаго он выступил вместе с Сарой Бернар в роли Рэймонда в спектакле «Мадам Икс». После последнего турне по Америке с Бернар он принял решение остаться в США. В 1918 году получил американское гражданство. В феврале 1916 года он женился на Джеральдине Фаррар — знаменитой оперной диве, примадонне Метрополитена. Однако брак этот не продлился долго. В августе 1921 года они стали жить раздельно, а в 1923-м состоялся развод, который сопровождался довольно громким скандалом. Неудачей закончился и третий брак актёра с Нина Романо, запретившей ему через суд любое общение с их единственным сыном.
Его актёрская карьера также шла на спад. Не всё в порядке было и с его здоровьем. В 1931 году Теллеген опубликовал скандальные мемуары «Женщины были добры» о своих романтических и сексуальных подвигах с указанием имён любовниц. Скандальный интерес, однако, быстро прошёл.
Лу Теллеген был объявлен банкротом и ютился в комнате большого особняка недавно овдовевшей жены мясника Кадахи.

## Самоубийство
29 октября 1934 года, находясь в особняке Кадахи, Теллеген заперся в ванной, побрился и напудрил лицо. Затем, стоя перед зеркалом в полный рост, он совершил самоубийство, ударив себя швейными ножницами семь раз (предположительно, в окружении газетных вырезок своей карьеры), что привело к яркому освещению в прессе. Полицейские были поражены, как он мог наносить себе удар за ударом, терпя неимоверную боль. Вскрытие показало, что два удара попали в сердце.

## Фильмография
| Год  | Фильм                            | Роль                           | Notes                                                         |
| ---- | -------------------------------- | ------------------------------ | ------------------------------------------------------------- |
| 1911 | La Dame aux camélias             | Armand Duval                   |                                                               |
| 1912 | Les Amours de la reine Élisabeth | Robert Devereux, Earl of Essex | Alternative titles: Queen Elizabeth La Reine Élisabeth        |
| 1913 | Adrienne Lecouvreur              |                                | Alternative title: An Actress’s Romance, lost film            |
| 1915 | The Explorer                     | Alec McKenzie                  | Credited as Lou-Tellegen, lost film                           |
| 1915 | The Unknown                      | Richard Farquhar               |                                                               |
| 1916 | The Victory of Conscience        | Louis, Count De Tavannes       |                                                               |
| 1916 | The Victoria Cross               | Major Ralph Seton              |                                                               |
| 1917 | The Black Wolf                   | The Black Wolf                 |                                                               |
| 1917 | The Long Trail                   | Andre Dubois                   |                                                               |
| 1917 | What Money Can’t Buy             | -                              | Director                                                      |
| 1918 | The Thing We Love                | -                              | Director, lost film                                           |
| 1919 | The World and Its Woman          | Prince Michael Orbeliana       | Alternative title: The Golden Song                            |
| 1919 | Flame of the Desert              | Sheik Essad                    |                                                               |
| 1920 | The Woman and the Puppet         | Don Mateo                      |                                                               |
| 1920 | Blind Youth                      | -                              | Writer, undetermined/presumably lost                          |
| 1924 | Let Not Man Put Asunder          | Dick Lechmere                  | Lost film                                                     |
| 1924 | Between Friends                  | David Drene                    | Lost film                                                     |
| 1924 | Single Wives                     | Martin Prayle                  |                                                               |
| 1924 | The Breath of Scandal            | Charles Hale                   |                                                               |
| 1924 | Those Who Judge                  | John Dawson                    |                                                               |
| 1924 | Greater Than Marriage            | John Masters                   |                                                               |
| 1925 | The Redeeming Sin                | Lupin                          | Lost film                                                     |
| 1925 | Fair Play                        | Bruce Elliot                   | Alternative title: The Danger Zone                            |
| 1925 | The Verdict                      | Victor Ronsard                 |                                                               |
| 1925 | Parisian Nights                  | Jean                           |                                                               |
| 1925 | After Business Hours             | John King                      |                                                               |
| 1925 | The Sporting Chance              | Darrell Thorton                |                                                               |
| 1925 | Parisian Love                    | Pierre Marcel                  |                                                               |
| 1925 | With This Ring                   | Rufus Van Buren                |                                                               |
| 1925 | East Lynne                       | Sir Francis Levison            |                                                               |
| 1925 | Borrowed Finery                  | Harlan                         |                                                               |
| 1926 | The Outsider                     | Anton Ragatzy                  |                                                               |
| 1926 | Siberia                          | Egor Kaplan                    | Lost film                                                     |
| 1926 | The Silver Treasure              | Sotillo, the Bandit            | Lost film                                                     |
| 1926 | 3 Bad Men                        | Sheriff Layne Hunter           |                                                               |
| 1926 | Womanpower                       | The Broker                     |                                                               |
| 1927 | Stage Madness                    | Pieerre Doumier                |                                                               |
| 1927 | The Princess From Hoboken        | Prince Anton Balakrieff        | Lost film                                                     |
| 1927 | The Little Firebrand             | Harley Norcross                |                                                               |
| 1927 | Married Alive                    | James Duxbury                  | Lost film                                                     |
| 1928 | No Other Woman                   | -                              | Director, lost film                                           |
| 1930 | To oneiron tou glyptou           |                                | Writer, director Alternative title: Pygmalion kai Galateia    |
| 1931 | Enemies of the Law               | Eddie Swan                     |                                                               |
| 1934 | Caravane                         |                                | Uncredited; French-language version of Fox production Caravan |
| 1935 | Together We Live                 | Bischofsky                     |                                                               |